# Medalia „Avântul Țării”
Avântul Țării este denumirea unei medalii instituite prin Decretul Regal nr. 6247 din 7 noiembrie 1913, care a fost decernată tuturor militarilor și civililor participanți la Campania din 1913, fiind singura decorație oficială dedicată războiului din 1913.

## Descrierea medaliei
Medalia „Avântul Țării” este rotundă, cu un diametru de 35 mm și grosimea de 2 mm și este confecționată din metal alb (pacfon), aliaj de alamă și nichel care imită argintul.
Medalia este mobilă fiind suspendată printr-un inel de două ramuri de lauri, atașate în partea superioară de o bară de care se fixează panglica. Panglica moarată are o lățime totală de 35 mm și este de culoare albastru-violet închis în partea centrală (28 mm) cu câte o bandă de 3,5 mm pe fiecare margine țesută orizontal în culorile roșu și galben.

#### Aversul medaliei
Medalia avea ștanțată pe avers o acvilă cruciată și încoronată ținând în gheara dreaptă spada, iar în cea stângă, sceptrul. Pe pieptul acvilei se găsea un medalion rotund cu efigia regelui Carol I și cu inscripția „CAROL I – REGE AL ROMÂNIEI”. Pe coada acvilei era dispusă o eșarfă cu deviza „PACE”, iar pe marginea medaliei inscripția: „ÎN AMINTIREA ÎNĂLȚĂTORULUI AVÂNT 1913”.

#### Reversul medaliei
Pe reversul medaliei se găsea ștanțată o scenă reprezentând trecerea armatei române peste Dunăre, pe un pod de vase, și perspectiva munților Balcani cu răsăritul soarelui. Deasupra armatei plutește o Victorie, întruchipată de o femeie, ținând în mâna dreaptă o ramură de palmier, iar în stânga o coroana de lauri. Pe marginea medaliei era inscripția circulară: “DIN CARPAȚI PESTE DUNĂRE LA BALCANI”.

## Brevetul de conferire
Fiecare medalie era însoțită de un brevet, cu următorul conținut:
Regatul României

Ministerul de Resboi

BREVET

Din ordinul

Majestăței Sale Regele Carol I

Șeful suprem al Armatei

S’a conferit (numele și prenumele) 

(calitatea sau funcția) medalia

Avântul Țărei pentru că a luat parte în Campania din anul 1913. 

Ministru (semnătură și ștampilă) Director Superior al Personalului (semnătură și parafă) 

Nr. (din registru) 

La (data) 1913

București